# Poina
Il Poina è una roggia del bacino del Brenta. Dopo un corso di 10 km, sfocia nel fiume Ceresone. 
Il sistema idrogeologico della Pedemontana Brenta è dominato dalla presenza di molte rogge, costruite per convogliare le acque provenienti da risorgive e fontanili ad uso irriguo fin dal Medioevo, proseguito con la Serenissima.

## Appartenenza
Il Poina fa parte del sottobacino del Ceresone

## Percorso
Passa per Gazzo, Grossa, e finisce a Camisano Vicentino dove si getta sul Ceresone; suoi tributari sono le piccole rogge utilizzate per fini irrigui, tra cui la roggia Armedola

## Qualità delle acque
La qualità dell'acqua del Poina, come del Ceresone, è discreta anche se sono comunque presenti in alcuni punti gli effetti degli scarichi civili e zootecnici.

## Autorità delegate
Consorzio pedemontano Brenta

## Attività di manutenzione
Nel 2005 sono iniziati i lavori di rialzo degli argini. Conclusi nel 2007, questi interventi hanno permesso di eliminare il problema delle esondazioni, l'ultima delle quali avvenuta nel 1985.